# Singular (софтвер)
Singular је рачунарски алгебарски систем за израчунавање  полинома  са посебним нагласком на потребе комутативне и некомутативне алгебре, алгебарске геометрије, и сингуларности теорије. Singular је слободни софтвер објављен под GNU General Public License. Проблеми код  некомутативне алгебре се могу решити са Singular као потомство Plural. Singular се развија под руководством Wolfram Decker, Gert-Martin Greuel, Gerhard Pfister, и Hans Schönemann, које је главно  језгро развојног тима Singlura у оквиру одељења за математичаре на Универзитету у Кајзерслаутерну.
У DFG приоритету програма 1489, интерфејси за GAP, Polymake и Gfan се развијају како би се покриле недавно утврђене области математике које укључују конвексну и алгебарску геометрију, као што су торична и тропска геометрија.